# チャイナ・ムーン/魔性の女 白い肌に秘められた殺意
『チャイナ・ムーン/白い肌に秘められた殺意』（ましょうのおんな しろいはだにひめられたさつい、原題：CHINA MOON）は、1994年に公開されたアメリカ合衆国のサスペンス映画。
日本でのVHS版とLD版のタイトルは原題と同じ『チャイナ・ムーン』だったが、テレビでは『魔性の女 白い肌に秘められた殺意』のタイトルで放送。DVD版は『チャイナ・ムーン/魔性の女 白い肌に秘められた殺意』のタイトルで発売された。

## あらすじ
殺人課の敏腕刑事・カイルはある日、相棒のディッキーと一緒に立ち寄ったラウンジで、美しい人妻・レイチェルと出会い、心を奪われる。レイチェルは夫・ルパートの浮気と暴力に苦しんでいた。やがて2人は恋に落ち、頻繁に会うようになり、レイチェルは離婚を決意する。だがルパートは逆上し、レイチェルは隠してあった拳銃で彼を撃ち殺してしまう。レイチェルに助けを求められたカイルは、ルパートの死体を湖に捨て、殺害現場の偽装工作を行う。だが、ディッキーの推理によって湖の捜索が行われ、死体が発見される。殺害現場もルパートの自宅であることが特定され、採取された弾丸は何故かカイルの拳銃のものと一致。カイルはルパート殺害の容疑者となってしまう。

## キャスト
| 役名                 | 俳優                 | 日本語吹替 |
| -------------------- | -------------------- | ---------- |
| カイル・ボーディーン | エド・ハリス         | 磯部勉     |
| レイチェル・マンロー | マデリーン・ストウ   | 高島雅羅   |
| ラマー・ディッキー   | ベニチオ・デル・トロ | 平田広明   |
| ルパート・マンロー   | チャールズ・ダンス   | 堀勝之祐   |

- テレビ東京版：1999年5月20日放送『木曜洋画劇場』

| スタブアイコン | サブスタブ | この項目は、まだ閲覧者の調べものの参照としては役立たない、映画に関連した書きかけの項目です。この項目を加筆・訂正などしてくださる協力者を求めています（P:映画/PJ:映画）。 |